# Hugh Cuming
Hugh Cuming (14 de febrero de 1791 – 10 de agosto de  1865) fue un naturalista, botánico y destacado explorador inglés. Fue conocido como el “Príncipe de los Recolectores” por la inmensa colección de conchas, plantas y animales que acumuló a lo largo de su vida.
Nacido en Inglaterra, pasó varios años trabajando en Chile. Tras retirarse joven construyó un barco específicamente diseñado para recolectar especímenes naturales. En él viajó extensamente, acumulando miles de variedades de conchas y plantas. Después de su muerte, mucho de su material fue comprado por el Museo de Historia Natural de Londres. Varias decenas de especies de orquídeas y conchas llevan su nombre.

## Primeros años
Hugh Cuming nació el 14 de febrero de 1791 en Washbrook, Kingsbridge, Devon, en el seno de una familia relativamente humilde compuesta por tres hermanos y por sus padres, Richard y Mary Cuming.
De niño mostraba un ávido interés por plantas y conchas, y a través del encuentro con el conocido naturalista George Montagu (1753-1815), quien estaba establecido en Kingsbridge, su amor por las conchas se convirtió en la pasión de su vida.
A los 13 años fue aprendiz de un fabricante de velas de barco.
En 1819, con 28 años, y buscando aventuras, se embarca hacia América del Sur, instalándose primero en Buenos Aires y posteriormente, en 1822, en Valparaíso, Chile. Allí estableció un próspero negocio de velas náuticas.

## Chile
Desde el momento en el que se estableció en Chile, empezó a cultivar su interés por las conchas y por la historia natural del lugar, y en poco tiempo llegó a ser un buen conocedor de los moluscos y otros especímenes naturales de la Bahía de Valparaíso.
Aunque nunca llegó a casarse, tuvo dos hijos con su amante chilena María de los Santos Yáñez: Clara Valentina (nacida en Valparaíso, el 12 de agosto de 1824) y Hugh Valentine Cuming (también nacido en Valparaíso, en 1830), ambos nombres en honor a que él había nacido el día de San Valentín.
En 1826, con 35 años, se retira del negocio de las velas para dedicarse exclusivamente a la historia natural. Para ello construyó él mismo una goleta, “The Discoverer”, especialmente diseñada para recolectar y almacenar objetos de historia natural.

## Primer viaje - Polinesia (1827-1828)
En octubre de 1827 Hugh Cuming comienza un viaje de casi ocho meses en el que estuvo recolectando conchas y plantas en las islas del Pacífico Sur hasta llegar a Tahití.
Tras regresar a Valparaíso estuvo cinco meses clasificando sus hallazgos y recolectando nuevos especímenes locales.
Su gran ambición era aumentar la colección de conchas del Museo Británico, para lo cual comenzó a planear su siguiente viaje. Para entonces ya era una celebridad en Valparaíso, y el Gobierno Chileno le concedió el privilegio de anclar en cualquier puerto del país libre de cargas y de comprar provisiones libre de impuestos.

## Segundo viaje - Costa Oeste Americana (1828-1829)
Salió de Valparaíso a finales de 1828 rumbo al Sur hasta llegar a Chiloé y haciendo escala en Valdivia y Concepción.
Luego tomó dirección Norte recolectando conchas en cada lugar que vio prometedor del norte de Chile, Perú, Ecuador, las Islas Galápagos (antes de que lo hiciera Charles Darwin), Colombia, Panamá, Costa Rica, Nicaragua, Honduras, hasta llegar a Acapulco (México).
Para entonces ya poseía una gran colección de conchas, animales y plantas de elevado interés científico potencial, por lo que decide trasladarse a Inglaterra para ponerlo en valor.

## Inglaterra (1831-1836)
En mayo de 1831 embala su colección de 40.000 especímenes y se despide de su familia y de Valparaíso, a donde nunca volvería, poniendo rumbo a Londres.
En poco tiempo llegó a ser una figura familiar y respetada en los círculos científicos de Gran Bretaña y el resto de Europa, a donde viajaba frecuentemente. Al mismo tiempo obtenía dinero de la venta de especímenes y constantemente aumentaba su colección particular mediante la compra y el intercambio.
Tenía su domicilio en el número 80 de Gower Street, muy cerca del Museo Británico.

## Tercer viaje - Filipinas (1836-1840)
Después de una larga preparación, en enero de 1836, con 47 años, embarca de nuevo rumbo a Manila. Seguía interesado en las conchas, pero también en la flora de las islas. Durante 4 años recorrió Filipinas, Singapur y Malasia. Esto le permitió hacerse con la mayor colección de su época: 130.000 especies de plantas, 30.000 tipos de conchas y gran número de pájaros, reptiles, insectos y orquídeas, 33 de estas últimas desconocidas para la ciencia hasta entonces.
En el Philippine Journal of Science escribió: “Mi gran ambición es colocar mi colección en el Museo Británico para que sea accesible a todo el mundo científico, y mostrar lo que un solo hombre es capaz de conseguir por sus propios medios”.
Sus descubrimientos de orquídeas fueron numerosos, y llegó a ser el primero en enviar orquídeas vivas de Manila a Londres. Varias de ellas llevan su nombre, como la Coelogyne cumingii, Podochilus cumingii, entre otras. El helecho Cibotium cumingii también lleva su nombre.

## Inglaterra
Tras regresar a Inglaterra conoció y mantuvo correspondencia con Charles Darwin acerca de sus descubrimientos. 23 de estas cartas manuscritas se encuentran archivadas en la Biblioteca de la Universidad de Cambridge.
El domicilio de Cuming en Gower Street era frecuentado por otros especialistas como Ludwig Karl Georg Pfeiffer (1805-1877), Arthur Adams (1820-1878), Gérard Paul Deshayes (1795-1875), Philip Pearsall Carpenter (1819-1877), Temple Prime (1832-1905), Georg von Frauenfeld (1807-1873), John Samuel Gaskoin (1790-1858), John Edward Gray (1800-1875), William Swainson (1789-1855), Henrik Beck (1799-1863), Jules René Bourguignat (1829-1892), Gerhard von dem Busch (1791-1868), Joseph Charles Hippolyte Crosse (1826-1898), Wilhelm Bernhard Rudolph Hadrian Dunker (1809-1885), Sauveur Petit de la Saussaye (1792-1870), Rodolfo Amando Philippi (1808-1904), Constant A. France Récluz (v. 1797-1873), Eduard Römer (1819-1874), William Harper Pease (1824-1871), Isaac Lea (1792-1886), entre varios otros.
Pocos años después de su viaje a Filipinas cayó enfermo en 1846, quedando con una parálisis parcial y bronquitis crónica.
Su hija Clara Valentina, aún soltera, se desplazó desde Chile para cuidarle. A su regreso a Chile y tras casarse con Martin Stevenson, el matrimonio regaló y envió en 1849 dos pumas vivos capturados en la región de Catapilo (Chile), desde Valparaíso a la Zoological Society of London.
En 1866, tras su muerte acaecida el 10 de agosto de 1865 a los 75 años, sus colecciones de 82.992 especímenes fueron compradas por el propio Museo de Historia Natural de Londres en £6.000. Ciertamente muchos e importantes autores de la conquiología se basaron en estas colecciones, incluyendo a Lovell Augustus Reeve con su Conchologia Iconica (1843-1878, en monumentales veinte volúmenes) y George Brettingham Sowerby I con su Thesaurus Conchyliorum (1842-1887, en cinco volúmenes).

## Honores

### Eponimia
Especies
- Chusquea cumingii
- Strophanthus cumingii A.DC. 1844
- Schefflera cumingii Merr. & Rolfe 1908
- Cibotium cumingii Kunze 1841.[1]

- La abreviatura «Cuming» se emplea para indicar a Hugh Cuming como autoridad en la descripción y clasificación científica de los vegetales.[2]